# Mildred Griffiths
Mildred Griffiths (* 20. Januar 1894 in Kalifornien; †  24. Mai 1949 in Los Angeles, Kalifornien) war eine US-amerikanische Szenenbildnerin, die ein Mal für den Oscar für das beste Szenenbild nominiert war.

## Leben
Mildred Griffiths wirkte zwischen 1943 und 1948 als Szenenbildnerin an der szenischen Ausstattung von dreizehn Filmen mit. Bei der Oscarverleihung 1946 war sie gemeinsam mit Cedric Gibbons, Urie McCleary und Edwin B. Willis für den Oscar für das beste Szenenbild in dem Farbfilm Kleines Mädchen, großes Herz (National Velvet, 1944) von Clarence Brown mit Elizabeth Taylor, Mickey Rooney und Donald Crisp nominiert.

## Filmografie (Auswahl)
- 1943: Heimweh (Lassie Come Home)
- 1943: Gangsterjagd in Brooklyn (Whistling in Brooklyn)
- 1944: Das Gespenst von Canterville (The Canterville Ghost)
- 1944: Kleines Mädchen, großes Herz (National Velvet)
- 1945: Der dünne Mann kehrt heim (The Thin Man Goes Home)
- 1945: Die Entscheidung (The Valley of Decision)
- 1947: Endlos ist die Prärie (The Sea of Grass)